# Paweł Łukaszewski: Symphony of Providence
Paweł Łukaszewski: Symphony of Providence Musica Sacra 6 – album DVD współczesnej muzyki poważnej o charakterze religijnym, z kompozycjami Pawła Łukaszewskiego, szósty z cyklu Musica sacra, wydany we wrześniu 2015 przez wytwórnię Dux. Płyta uzyskała dwie nominacje do nagrody Fryderyk 2016 w kategoriach: Album Roku – Muzyka Współczesna (tu wygrana) i Najwybitniejsze Nagranie Muzyki Polskiej.

## Lista utworów

### Paweł Łukaszewski – I Symfonia – Symfonia o Opatrznościna sopran, mezzosopran, baryton, chór mieszany i orkiestrę(1997-2008)
- 1. Gaudium et spes [11:20]
- 2. Exsultet [7:50]
- 3. Terra nova et caelum novum	[10:20]
- 4. Et expecto resurrectionem mortuorum [15:20]

### Paweł Łukaszewski – Pięć żałobnych pieśni kurpiowskichna chór mieszany a cappella(2009)
- 5. Juzem dość pracował / I have toiled enough	[3:15]
- 6. Chrystus pan jest mój żywot / Christ the Lord is my life [2:32]
- 7. Śniertelny młot w psiersi bzije / The mortal hammer pounding in my chest [2:24]
- 8. Przez cyśćcowe upalenia / Through purgatorial fires [3:53]
- 9. Zmarły cłoziece / Dead man	[3:40]

### Paweł Łukaszewski – Wywiad z kompozytorem
- 10. Wywiad z kompozytorem / Interview with the composer (utwór dodatkowy)

## Wykonawcy
- Anna Mikołajczyk-Niewiedział – sopran
- Agnieszka Rehlis – mezzosopran
- Jarosław Bręk – baryton
- Chór Opery i Filharmonii Podlaskiej (przygotowanie: Violetta Bielecka)
- Chór Polskiego Radia w Krakowie (przygotowanie: Małgorzata Orawska)
- Orkiestra Symfoniczna Opery i Filharmonii Podlaskiej (dyrygent: Marcin Nałęcz-Niesiołowski)